# 263932 Speyer
A 263932 Speyer (ideiglenes jelöléssel 2009 HY44) a Naprendszer kisbolygóövében található aszteroida. Erwin Schwab fedezte fel 2009. április 22-én.